# Gabino Diego
Gabino Diego Solís (Madrid; 6 de septiembre de 1966) es un actor español. En 1990 obtuvo el premio Goya a la mejor interpretación masculina de reparto por la película ¡Ay, Carmela!.

## Biografía
Desde siempre le gustó la interpretación y la música, sacándose un dinero gracias a su trabajo cantando en el metro (donde incluso su propia madre le dio limosna), o presentándose a unas audiciones. Cursó sus estudios en Madrid, y antes de terminar el Bachillerato lo abandonó ante la posibilidad que le ofreció en 1983 Jaime Chávarri —a través de Cristina Rota— de trabajar en una película, pues le encomendó el papel juvenil principal de Las bicicletas son para el verano —su primer papel—, basado en la obra teatral de Fernando Fernán Gómez. En ella Gabino debía expresar cierta inocencia que a lo largo del metraje acabaría rota debido a los horrores de la guerra civil española y la inminente detención de su padre, ideológicamente afín a la II República. Su interpretación recibió algunas críticas negativas.
A pesar de ello Fernando Fernán Gómez le dio otra oportunidad tres años más tarde en El viaje a ninguna parte (1986), donde encarnó al hijo del personaje interpretado por José Sacristán, un muchacho que desaprueba la profesión de su progenitor —cómico—, y que se ve obligado a acompañarlo durante toda la gira, en el transcurso de la cual llega a aceptar la figura paterna. También intervino ese mismo año en la serie de televisión Segunda enseñanza (1986).
En 1988 rodó "Amanece que no es poco" (Candidata al Goya por mejor guion original, entre otras categorías) de José Luis Cuerda. Se trata de una película coral de humor absurdo, con un guion surrealista repleto de situaciones de humor delirante en un pueblo de la Sierra de Albacete. Gabino pasó en la Sierra del Segura todo el rodaje, incluso llegó a quedarse más tiempo disfrutando de las fiestas de los pueblos y de sus gentes. Tanto es así que en 2014 la localidad albaceteña de Socovos, en agradecimiento por el tiempo que ha pasado allí y las buenas palabras que le dedica al pueblo y a su gente siempre que tiene ocasión, fue invitado a la apertura de la Feria de agosto y él mismo pudo descorrer la cortinilla de la "Calle de Gabino Diego" en su honor.
En 1989 Carlos Saura le dio la oportunidad de su vida en "¡Ay, Carmela!", donde se puso en la piel de un mudo que recorría todos los rincones de una España en plena contienda. Como en "Las bicicletas son para el verano", su personaje quedaba herido moralmente tras una traumática experiencia: la muerte de Carmela, una amiga que le acogió cuando él no tenía nada. La Academia de Cine Española le recompensó con el Premio Goya a la mejor interpretación masculina de reparto y Nominación al Premio Félix de Cine Europeo a la mejor interpretación masculina, que Gabino dedicó al entonces recientemente fallecido Luis Escobar.
Tras el éxito obtenido, Imanol Uribe le permitió encarar un personaje histórico, Felipe IV, en "El rey pasmado" (1991), con la que obtuvo su segunda candidatura a los Premios Goya. Su composición de rey botarate, que despertaba a los placeres del sexo gracias al encuentro placentero con una prostituta, lo consolidó en el panorama nacional.

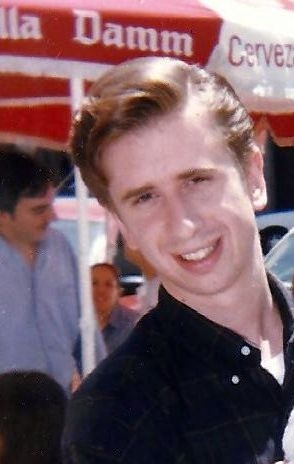
Gabino Diego en 1996

1992 trajo dos reencuentros. El primero tuvo lugar en la filmación de "Tierno verano de lujurias y azoteas", donde le dirigió por segunda vez Jaime Chávarri, quien le encomendó mantener en la ficción un idilio con Marisa Paredes.
El segundo tuvo lugar en "Belle Époque", donde volvió a coincidir con Fernando Fernán Gómez. En ella Gabino se hizo cargo del personaje más extremo de la obra: un joven zángano desvalido, castrado afectivamente por una madre posesiva y carlista que le provoca cierta tendencia a una autorrepresión que al final de la obra da paso a una liberación relativa relacionada con su intento de matrimonio con una de las hijas de un hombre mayor, Manuel.
Precisamente esa imagen débil le permitió acceder a un importante papel en "Los peores años de nuestra vida" (Emilio Martínez Lázaro, 1994), si bien en esta ocasión ofreció una ligera variante: Gabino seguía siendo el débil del cine español, pero también un ser con facilidad de palabra, generoso, lúcido y que sabía aceptar la derrota; un joven alérgico al trabajo estable, que se ganaba la vida como profesor de inglés y acostumbrado a ser ese alguien especial con quien sueñan las mujeres. La película supuso para él su cuarta candidatura a los Premios Goya, además de quedar asociado con Jorge Sanz —el actor que interpretaba a su hermano— en el resto de su trayectoria.
En este mismo año, se le otorga el premio Un Futuro de Cine, del Festival de Cine de València - Cinemajove, que destaca la trayectoria de jóvenes realizadores o intérpretes.
En 1996 se convirtió en Santi, amante de Diana (Penélope Cruz) en "El amor perjudica seriamente la salud", donde se ponía al servicio de esta a lo largo de treinta años de la historia de España, que su director, Manuel Gómez Pereira, contempla con cierta ironía. En ella interpretó a un hombre perdidamente enamorado de una niña-bien a la que quería complacer y por cuyo amor abandonaría su puesto de trabajo como botones para convertirse en un piloto militar. Constantemente humillado, Diana le anunciaba su paternidad al mismo tiempo que le impedía desarrollarla en efecto. Por esas fechas nació su hija.
En 1998 protagoniza "La hora de los valientes" (Antonio Mercero), en la que su aparentemente insignificante personaje se transformaba en una persona heroica: Gabino quería desprenderse de su imagen preestablecida, cuestionándola desde sus cimientos más básicos. Su interpretación de Manuel, un joven republicano que salva los cuadros de Goya de los bombardeos de la guerra civil española fue recompensada con una candidatura al Premio Goya a la mejor interpretación masculina protagonista.
En 2002, participó en la taquillera Torrente 2: misión en Marbella de Santiago Segura. Con anterioridad, ya había realizado un pequeño cameo en la primera parte de la saga (Torrente, el brazo tonto de la ley), junto a Jorge Sanz.  
Desde 2005, el actor ha enfocado su carrera hacia el teatro con obras como El apagón (2012) o Una noche con Gabino Diego (2013) esta última, muy alabada por la crítica.
En 2015 participó junto a Antonio Garrido y Antonio Hortelano en la comedia Nuestras mujeres, dirigida por Gabriel Olivares y basada en la obra original de Eric Assous.

## Filmografía
| Año  | Título                                    | Personaje                   | Director                        |
| ---- | ----------------------------------------- | --------------------------- | ------------------------------- |
| 1983 | Las bicicletas son para el verano         | Luisito                     | Jaime Chávarri                  |
| 1985 | El rollo de septiembre                    | Lorenzo                     | Mariano Ozores                  |
| 1986 | Eliminators                               | Guardia joven               | Peter Manoogian                 |
| 1986 | El viaje a ninguna parte                  | Carlos Piñeiro              | Fernando Fernán Gómez           |
| 1987 | El extranger-oh! de la calle Cruz del Sur |                             | Jorge Grau                      |
| 1988 | Amanece, que no es poco                   | Portavoz americano          | José Luis Cuerda                |
| 1989 | El mar y el tiempo                        | Basilio                     | Fernando Fernán Gómez           |
| 1990 | Ovejas negras                             | Emilio                      | José María Carreño Bermúdez     |
| 1990 | ¡Ay, Carmela!                             | Gustavete                   | Carlos Saura                    |
| 1991 | La viuda del capitán Estrada              | Tomás                       | José Luis Cuerda                |
| 1991 | Fuera de juego                            | Abogado Antonio Mancilla    | Fernando Fernán Gómez           |
| 1991 | El rey pasmado                            | Rey Felipe IV               | Imanol Uribe                    |
| 1991 | La noche más larga                        | Fito                        | José Luis García Sánchez        |
| 1992 | Tierno verano de lujurias y azoteas       | Pablo                       | Jaime Chávarri                  |
| 1992 | Belle Époque                              | Juanito                     | Fernando Trueba                 |
| 1993 | Supernova                                 | Saturnino                   | Juan Miñón                      |
| 1993 | Dollar Mambo                              | El soldado americano        | Paul Leduc                      |
| 1993 | Máscara de Diijon                         | Dijon                       | Nicolás Echevarría              |
| 1994 | Los peores años de nuestra vida           | Alberto                     | Emilio Martínez Lázaro          |
| 1994 | Los hombres siempre mienten               | Martín                      | Antonio del Real                |
| 1995 | Así en el Cielo como en la Tierra         | San Juan Evangelista        | José Luis Cuerda                |
| 1996 | Two Much                                  | Manny                       | Fernando Trueba                 |
| 1996 | El amor perjudica seriamente la salud     | Santi Joven                 | Manuel Gómez Pereira            |
| 1998 | Torrente, el brazo tonto de la ley        | Atracador 2                 | Santiago Segura                 |
| 1998 | Cha Cha Chá                               | Gustavo                     | Antonio del Real                |
| 1998 | La hora de los valientes                  | Manuel                      | Antonio Mercero                 |
| 2001 | Pata negra                                | José                        | Luis Oliveros                   |
| 2002 | Torrente 2: Misión en Marbella            | Cuco                        | Santiago Segura                 |
| 2002 | El oro de Moscú                           | Felipe IBM                  | Jesús Bonilla                   |
| 2002 | La balsa de piedra                        | José                        | George Sluizer                  |
| 2003 | Sangre de Cuba                            | Armín                       | Juan Gerard                     |
| 2003 | Una de Zombis                             | Enterrador                  | Miguel Ángel Lamata             |
| 2005 | W.C.                                      |                             | Enio Mejía                      |
| 2005 | El sueño de una noche de San Juan         | Lisandro (voz)              | Ángel de la Cruz y Manolo Gómez |
| 2007 | Ekipo Ja                                  | Gabino Diego                | Juan Antonio Muñoz              |
| 2006 | Desde que amanece apetece                 | Pelayo                      | Antonio del Real                |
| 2009 | King Conqueror                            | John el Escribá             | José Antonio Escrivá            |
| 2011 | La daga de Rasputín                       | Hijo de exiliados españoles | Jesús Bonilla                   |
| 2016 | Nuestros amantes                          | Jorge                       | Miguel Ángel Lamata             |
| 2018 | Tiempo después                            | Rey                         | José Luis Cuerda                |

## Televisión
- Segunda enseñanza. Dirigida por Pedro Masó (1986).
- Don Rock. Dirigida por Rafael Alcázar (1986).
- Gatos en el tejado. Dirigida por Alfonso Ungría (1987-88).
- Pero ¿esto qué es?. Dirigida por Hugo Stuven (1989).
- Tristán García. Dirigida por José Cermeño (1989).
- La huella del crimen 2: El crimen de Don Benito. Dirigida por Antonio Drove (1990).
- Presentación de Coca-Cola. Un año de Rock. CANAL + (1992).
- El huevo de Colón. Dirigida por Javier Gurruchaga (1992).
- Anuncio de Freixenet (1995).
- Videoclip El alma al aire de Alejandro Sanz (2001).
- Monólogo El club de la comedia (2005)
- Anuncio de Freixenet (2005).
- Águila Roja (2015)

## Teatro
- La fuerza de la costumbre (1987)
- Catón (1989)
- Golfos de Roma (1993)
- Una noche con Gabino (2005)
- Los 39 escalones (2008)
- El apagón (2012)
- Nuestras mujeres (2015)[3]
- El intercambio (2016-2017)

"La curva de la felicidad(2023)

## Premios y candidaturas

### Premios Goya
| Año  | Categoría                                   | Película                        | Resultado |
| ---- | ------------------------------------------- | ------------------------------- | --------- |
| 1990 | Mejor interpretación masculina de reparto   | ¡Ay, Carmela!                   | Ganador   |
| 1991 | Mejor interpretación masculina protagonista | El rey pasmado                  | Candidato |
| 1992 | Mejor interpretación masculina de reparto   | Belle Époque                    | Candidato |
| 1994 | Mejor interpretación masculina protagonista | Los peores años de nuestra vida | Candidato |
| 1998 | Mejor interpretación masculina protagonista | La hora de los valientes        | Candidato |

### Fotogramas de Plata
| Año  | Categoría             | Película/Montaje                                                              | Resultado                 |
| ---- | --------------------- | ----------------------------------------------------------------------------- | ------------------------- |
| 1990 | Mejor actor de cine   | ¡Ay, Carmela!                                                                 | Candidato                 |
| 1991 | Mejor actor de cine   | El rey pasmado Fuera de juego La noche más larga La viuda del capitán Estrada | Candidato                 |
| 1993 | Mejor actor de cine   | Tierno verano de lujurias y azoteas                                           | Semifinalista (1.ª ronda) |
| 1994 | Mejor actor de cine   | Los peores años de nuestra vida                                               | Candidato                 |
| 2005 | Mejor actor de teatro | Una noche con Gabino                                                          | Ganador                   |

### Premios del Cine Europeo
| Año  | Categoría           | Película      | Resultado |
| ---- | ------------------- | ------------- | --------- |
| 1990 | Mejor actor europeo | ¡Ay, Carmela! | Candidato |

### Unión de Actores
| Año  | Categoría                                 | Película                        | Resultado |
| ---- | ----------------------------------------- | ------------------------------- | --------- |
| 1992 | Mejor interpretación secundaria de cine   | Belle Époque                    | Candidato |
| 1994 | Mejor interpretación protagonista de cine | Los peores años de nuestra vida | Candidato |

Festival Internacional de Cine de València – Cinema Jove
| Año  | Categoría         | Resultado |
| ---- | ----------------- | --------- |
| 1994 | Un futuro de Cine | Ganador   |